# Clipping (zvuk)

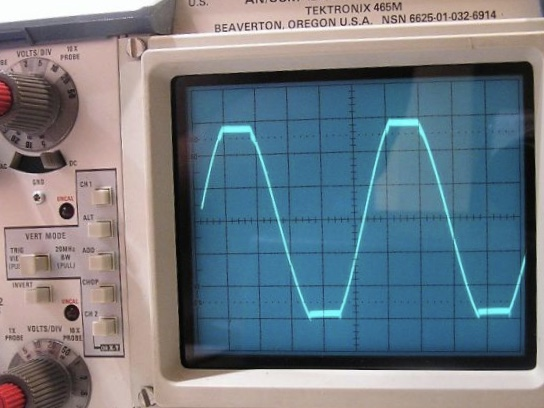
Ukázka: Změna signálu při clippingu.Dochází k ořezávání vršku sínusovky, nastává zkreslení.

Clipping je forma průběhu zkreslení, ke kterému dochází, když je zesilovač přebuzen a snaží se dodávat výstupní napětí nebo proud za jeho maximální kapacity(možnosti). Nastavovat zesilovač do clippingu může způsobit zkreslení signálu, na druhou stranu clipping zvyšuje hlasitost.

## Clipping v přehledu
Pokud nutíte zesilovač k většímu zesílení, než dokáže jeho napájení dodat, bude zesilovat signál jen do maximální kapacity dodávané napájením. Je to jeho tzv. "maximální
zesílení" bez zkreslení signálu. Když tato situace nastane, zesilovač začne ořezávat signál na své maximální zesílení, čemuž se říká „clipping“ (z angličtiny). Další signály (vlny), které by přesáhly tuto hodnotu, jsou jednoduše odříznuty a odejmuty z výstupu. Čím větší je „clipping“ (čím více zesilujete), tím více se mění sínusový signál na obdélníkový signál.
Mnozí hráči na elektrofonickou kytaru záměrně přebudí svůj kytarový zesilovač tak, aby získali požadovaný zvuk (podívejte se také na Kytarové zkreslení).
Zesilovače mají napěťové, proudové a teplotní limity. Ke clippingu může dojít při omezení napájení zesilovače nebo na koncovém stupni. Některé zesilovače jsou schopny dodat špičkový výkon (neoříznutý signál) na krátkou dobu, dokud není vyčerpán zdroj napájení nebo dokud se nezačne zesilovač přehřívat.

## Efekty clippingu
Ve výkonových zesilovačích má signál z operačního zesilovače v clippingu dvě charakteristiky, které mohou poškodit připojený reproduktor.
- Protože ostříhaný signál má větší prostor pod křivkou na rozdíl od neostříhaného signálu, musí zesilovač více zesilovat, čímž se zvyšuje výstupní výkon. Tento zvýšený výstupní výkon může poškodit reproduktory, a to jak basové (subwoofer), výškové tak i přechodové reproduktory.
- V oblasti frekvence ořezávání produkuje harmonické na vyšších frekvencích než neostříhaný signál. Tato dodatečná vysokofrekvenční energie může potenciálně poškodit výškové reproduktory.

## Digitální clipping

Tato PCM vlna je ořezávána mezi červenými čárami

V digitálním zpracování signálu nastane ořez, když je signál omezen rozsahem počtu bitů. Například v systému 16-bitů (integer) je 32767 největší kladná hodnota, které lze dosáhnout, a je-li při zpracovávání amplituda signálu dvojnásobná (například 64000), tak se zkrátí na pouhých 32767. Clipping je více vhodný pro digitální systémy, protože v digitálním hardwaru je dovoleno tzv. "přetečení". Ignorování některých chybějících bitů a někdy dokonce i některých vzorků, má za následek hrubé zkreslení signálu.

## Předcházení clippingu
Jak je vidět na osciloskopu, vlna v důsledku ořezávání není úplná sinusoida. Aby se tomu zabránilo, může celkovou úroveň snížit mixer nebo limiter, který může dynamicky snižovat úroveň hlasitých částí, které by mohly překračovat horní hranici (clippovat).
Není jednoduché eliminovat veškerý clipping, například při použití filtrování (vysokofrekvenční filtr) můžete dosáhnout toho, že některé frekvence srazíte a některé můžete mít schválně nastavené na clipping. Někteří tzv. "audiofilové" dokonce používají zesilovače, jejichž výstupní výkon je větší, než dokáží jejich reproduktory snést.

## Detekce clippingu
Clipping v obvodu lze zjistit porovnáním původního vstupního signálu s výstupním signálem, který byl upraven o změny v aplikovaném zisku. Např. pokud má obvod 10 dB aplikované zesílení, může být testován na clipping zeslabením výstupního signálu o 10 dB a porovnáním se vstupním signálem. Jestliže je v obvodu přítomen clipping, zjistíte to tak, že výstupní napětí bude ve srovnání nižší. Elektrický rozdíl napětí mezi dvěma signály mohou indikovat ukazatelé, jako je červená LED dioda, a tento rozdíl napětí může být v obvodu použit pro řídící elektroniku, která může clipping korigovat.